# Beatrice d'Este
Beatrice d'Este (29 iunie 1475 - 3 ianuarie 1497), ducesă de Bari și mai târziu ducesă de Milano, a fost soția conducătorului milanez Ludovic Sforza (cunoscut și ca Maurul). A fost una dintre cele mai frumoase și mai realizate prințese ale Renașterii italiene. Un membru al familiei d'Este, ea a fost fiica cea mică a lui Ercole I d'Este și sora Isabellei d'Este și a lui Alfonso d'Este. Împreună cu sora ei, Beatrice a fost remarcată pentru gustul ei excelent în modă și pentru că a inventat noi stiluri de îmbrăcăminte ale vremii.

## Căsătoria
Casa ferrareză d'Este și casa milaneză Sforza au avut întotdeauna relații de prietenie iar în anul 1480, în scopul de a forma o alianță, Ludovico Sforza i-a cerut în mod oficial lui Ercole d'Este să-i dea mâna fiicei sale. Ludovico, care a fost apoi duce de Bari și regent al ducelui de Milano, a cerut inițial o logodnă cu Isabella, sora mai mare a lui Beatrice, însă ea era deja promisă lui Francesco Gonzaga, iar Ercole i-a oferit-o pe Beatrice. Maurul nu a făcut nici o obiecție la acest aranjament, căsătorindu-se cu Beatrice în ianuarie 1491.
Nunta oficială trebuia să aibă loc în anul 1490, într-o nuntă dublă, Beatrice căsătorindu-se cu Ludovico și Isabella cu Francesco, însă ducele de Bari a amânat căsătoria de mai multe ori. În cele din urmă, în anul următor, ei s-au căsătorit în același timp cu fratele lui Beatrice, Alfonso d'Este care se căsătorea cu Anna Sforza, sora lui Gian Galeazzo Sforza. Leonardo da Vinci a orchestrat nunta.

## Viața ca ducesă și decesul
Beatrice a fost educată cu grijă și s-a folosit de poziția sa la una dintre cele mai splendide curți italiene, adunând în jurul ei oameni învățați, poeți și artiști, cum ar fi Niccolò da Correggio, Bernardo Castiglione, Donato Bramante, Leonardo da Vinci și mulți alții.
În 1492, ea a vizitat Veneția ca ambasadoare a soțului ei în schemele sale politice, care își dorea să fie recunoscut ca duce de Milano. La moartea lui Gian Galeazzo Sforza, uzurparea lui Ludovico a fost legalizată, iar după bătălia de la Fornovo (1495), atât el cât și soția sa au luat parte la Congresul de Pace de la Vercelli, între Carol al VIII-lea al Franței și prinții italieni, unde Beatrice a arătat o mare abilitate politică.
Cu toate acestea, cariera ei strălucitoare a fost scurtă, aceasta murind la vârsta de 21 de ani, în timpul unei nașteri, pe 3 ianuarie 1497. Într-o scrisoare concepută cu câteva ore înainte de moartea ei, Ludovico l-a informat pe cumnatul său Francesco Gonzaga, că soția lui și-a oferit spiritul lui Dumnezeu la o jumătate de oră după miezul nopții. Copilul a fost născut la 11 noaptea însă era deja mort. Mormântul ei se află în Certosa di Pavia, unde este îngropată lângă soțul ei, Ludovico Sforza.